# Munich Sound
Munich Sound è stato uno genere musicale della disco music negli anni settanta del XX secolo. La denominazione specifica fu data dalla presenza dominante di Streichergruppen (gruppi a corde). Letteralmente l'espressione significa "musica prodotta a Monaco di Baviera".
Uno dei padrini  del Munich Sound fu Giorgio Moroder. Tipici esempi di artisti di tale stile furono: Silver Convention e Donna Summer.